# Sinclair Research
La Sinclair Research è una società inglese fondata da Clive Sinclair, famosa per essere stata in passato molto attiva nel campo dell'elettronica di consumo.
I prodotti di maggior successo riguardano il settore degli home computer: Sinclair ZX80, Sinclair ZX81 e Sinclair ZX Spectrum. È stata attiva fino alla morte del suo fondatore, avvenuta nel 2021.

## Storia

### I primi progetti e la creazione
Clive Sinclair, con la sua società Sinclair Radionics fondata nel 1961, tra la fine degli anni 1960 e gli anni 1970 iniziò a progettare e mettere in commercio diversi dispositivi elettronici come calcolatrici ed apparecchi radio. Il lancio del Black Watch avvenuto nel 1975, un avveniristico orologio da polso che però si rivelò un fallimento commerciale, portò la Sinclair Radionics ad accumulare grosse perdite. Clive Sinclair, per continuare a vendere le sue invenzioni, decise di iniziare ad utilizzare una sua azienda secondaria, la Ablesdeal Ltd, che aveva acquistato nel 1973 proprio per far fronte ad una simile eventualità e che fino ad allora era rimasta inattiva. Dapprima le cambiò il nome in Westminster Mail Orders Ltd nel mese di febbraio del 1975 e nel mese di agosto dello stesso anno in Sinclair Instrument Ltd.
Nel 1976 Sinclair Radionics arrivò sull'orlo della bancarotta ed il Governo Inglese, tramite il National Enterprise Board (NEB), ne acquisì il 43% delle azioni per salvare la società. Nel 1976 Clive Sinclair convinse l'ingegnere Chris Curry a lasciare Sinclair Radionics per gestire la neonata Sinclair Instrument. Il primo prodotto della società fu il Wrist Calculator, una calcolatrice da polso, rilasciata nel 1977. Curiosamente fu rilasciata anche sotto forma di kit, nonostante l'insuccesso commerciale del Black Watch che aveva affondato la Sinclair Radionics. Nonostante i piccoli componenti ne rendessero difficoltoso l'assemblaggio da parte degli hobbisti, ne furono vendute diverse migliaia di pezzi.
Nel 1977 l'ingegnere Ian Williamson mostrò a Chris Curry il prototipo di un microcomputer assemblato sulla base di un microprocessore di National Semiconductor. Il progetto fu approvato. Nello stesso anno il NEB dovette far fronte ad ulteriori perdite di Sinclair Radionics ed acquisì il 73% della società: dopo questo evento, Clive Sinclair decise di cambiare nome a Sinclair Instrument, che diventò Science of Cambridge Ltd.
Nel 1978 il microcomputer fu messo in vendita come MK 14 da Science of Cambridge. Contemporaneamente si iniziò a lavorare ad un progetto di un nuovo home computer più potente. Nel 1979, dopo che il NEB aveva iniziato a smembrare la Sinclair Radionics ed a venderne i vari reparti per far fronte alle continue perdite economiche, Clive Sinclair decise di lasciare la società Sinclair Radionics che fu chiusa dopo poco tempo.

### Lo sviluppo degli "home computer"
Agli inizi del 1980 il computer sviluppato come erede dell'MK 14 fu pronto e fu messo in commercio come ZX80, riscuotendo un ottimo successo commerciale grazie al prezzo di sole 99,95 sterline. Alla fine dello stesso anno Science of Cambridge cambiò il nome in Sinclair Computers Ltd.
Agli inizi del 1981 Sinclair Computers divenne Sinclair Research Ltd e, poco dopo, iniziò la vendita del successore dello ZX80, il Sinclair ZX81. Nel periodo compreso tra il 1980 e il 1982, ovvero prima del lancio dello Spectrum (e dell'antagonista Commodore 64) il 65% degli home computer venduti in UK fu di fabbricazione Sinclair; sulla scia di questo successo la Sinclair si ingrandì trasferendo il proprio quartier generale al numero 25 di Willis Road, nello spazio precedentemente utilizzato dallo stabilimento di acqua minerale "Barker & Wadsworth". La nuova sede, arricchita da un design all'avanguardia e opere d'arte e dotata di controllo ambientale computerizzato funzionante a energia solare parmetteva all'azienda di presentare un'immagine di successo.
Nel gennaio del 1983 lo ZX Spectrum venne presentato al "Consumer Electronics Show" di Las Vegas. Il nuovo computer riscosse un enorme successo commerciale, divenendo insieme al Commodore 64 protagonista della nuova moda della microinformatica. L'enorme domanda suscitata dall'annuncio del nuovo computer prese Sinclair alla sprovvista, che faticò a rispettare le consegne e dovette revisionare la propria catena di produzione. Il centro di ricerca e sviluppo venne nuovamente ricollocato, con l'acquisto per due milioni di sterline della "Milton Hall" nel villaggio di Milton, nel Cambridgeshire.
Nel settembre dello stesso anno venne lanciata la "Sinclair TV80" (alias "FTV1"), una televisione tascabile che però non suscitò l'interesse sperato, probabilmente per l'alto costo della speciale batteria al litio, non ricaricabile e della durata di sole 15 ore.

### La crisi di metà anni '80 e la vendita ad Amstrad
Nel 1985, a causa dell'insuccesso sul mercato dei suoi nuovi prodotti, tra cui il Sinclair QL e l'automobile elettrica Sinclair C5 la Sinclair attraversò un periodo con pesanti perdite economiche: per ripianare i debiti la sede di Willis Road venne venduta al "Cambridgeshire County Council" e un anno dopo dovette cedere i diritti sui propri prodotti informatici alla Amstrad per la modica somma di 5 milioni di sterline.
Amstrad si servì del marchio Sinclair per lanciare tre nuovi computer: gli ZX Spectrum 128K +2 e +3, ed un PC destinato tanto alle applicazioni quanto ai giochi, il Sinclair PC200. Quest'ultimo fu un fallimento su tutta la linea: particolarmente criticata fu la scelta di dotare la macchina della sola grafica CGA in un periodo in cui ormai andava per la maggiore la più potente EGA.
Inoltre la Amstrad commercializzò un Sinclair PC500, che però era semplicemente un Amstrad PC1512. Dopo la vendita del marchio Spectrum, Sinclair Research divenne una semplice società di ricerca e sviluppo delegando la commercializzazione dei prodotti a diverse società satelliti. Clive Sinclair tornò nuovamente nel campo dei computer presentando uno dei primi computer portatili, il Cambridge Z88 nel 1987 e, nello stesso anno, il primo ricevitore satellitare Astra, entrambi commercializzati dalla Cambridge Computers Ltd. Nel 1989 commercializzò il primo telefono portatile in Gran Bretagna, il Forum. In realtà non era un cellulare GSM bensì un telefono che utilizzava il Wi-Fi: per effettuare una chiamata, il cellulare doveva trovarsi nel raggio di 100 metri da un ripetitore wireless Phonepoint della compagnia Telepoint.

### Gli anni '90 e la riduzione di personale
Gli anni novanta rappresentarono per l'azienda un altro periodo sfortunato. L'unico prodotto che fu commercializzato in quegli anni fu la Zike (1992), una bicicletta elettrica che fu un fallimento al pari del precedente veicolo elettrico C5: veniva venduta solo tramite posta al costo di circa 500 sterline. Nel frattempo, la Sinclair Research si svuotava pian piano dei suoi dipendenti e, nel 1997 il solo Clive Sinclair era rimasto ad inventare prodotti, commercializzare le sue invenzioni e gestire l'azienda.

### Gli anni 2000 ed i veicoli tecnologici
Gli anni duemila si aprirono con l'introduzione del Sea-Doo Seascooter (2001), un veicolo a propulsione elettrica ideato per l'immersione subacquea, capace di operare fino a circa 20 metri di profondità. Il Sea-Doo fu sviluppato insieme a Daka Development, una società di Hong-Kong e Dan Lockton, un ingegnere britannico. Insieme a Daka ed a Lockton, Sinclair Research commercializzò anche la sedia a rotelle a propulsione elettrica Daka/Sinclair ZA20, del 2003.
Nel 2006 fu presentata la A-Bike, una bicicletta ripiegabile, in vendita a 299 sterline. mentre nel 2010 fu presentato un nuovo veicolo elettrico, l'X-1 (lo stesso nome utilizzato per la "button radio" presentata nel 1997), non ancora in commercio nonostante la data di lancio annunciata fosse il luglio del 2011.

## Galleria d'immagini

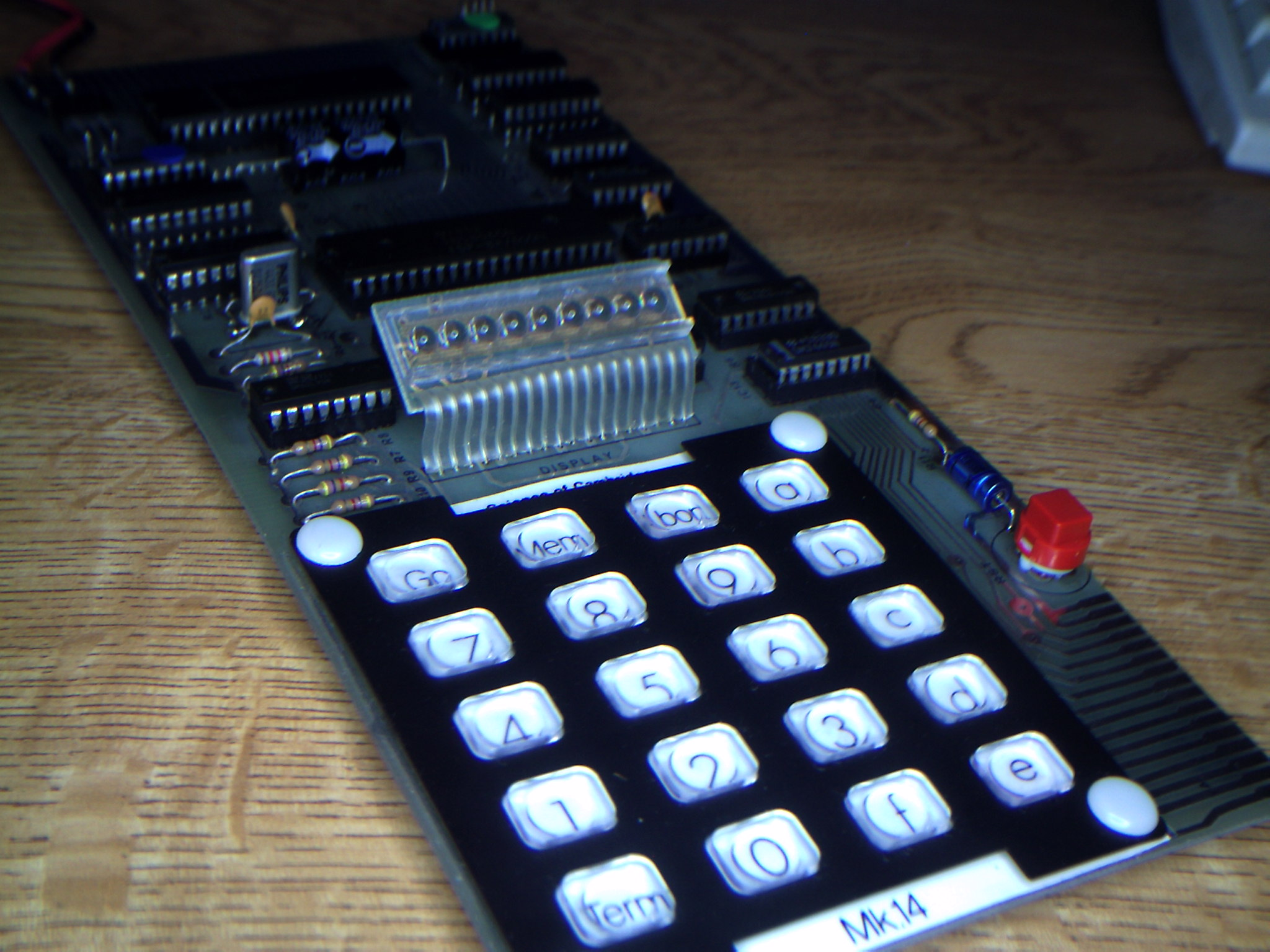
Un MK 14 (1977)
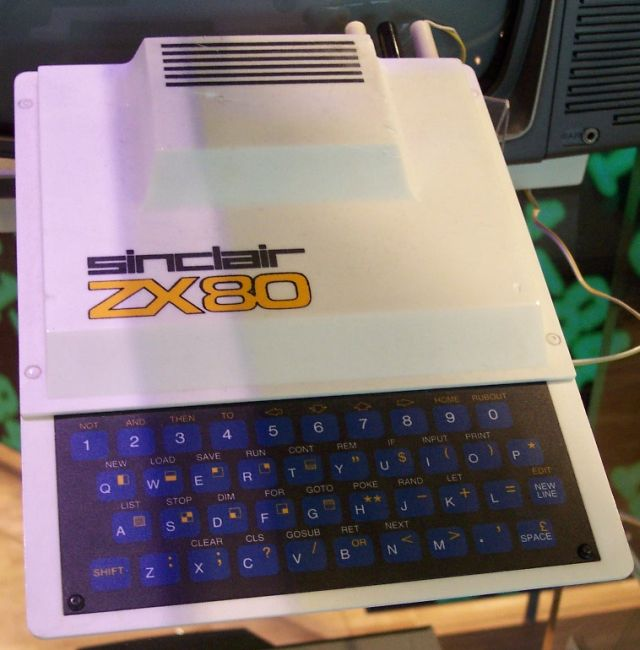
Il Sinclair ZX80 (1980)
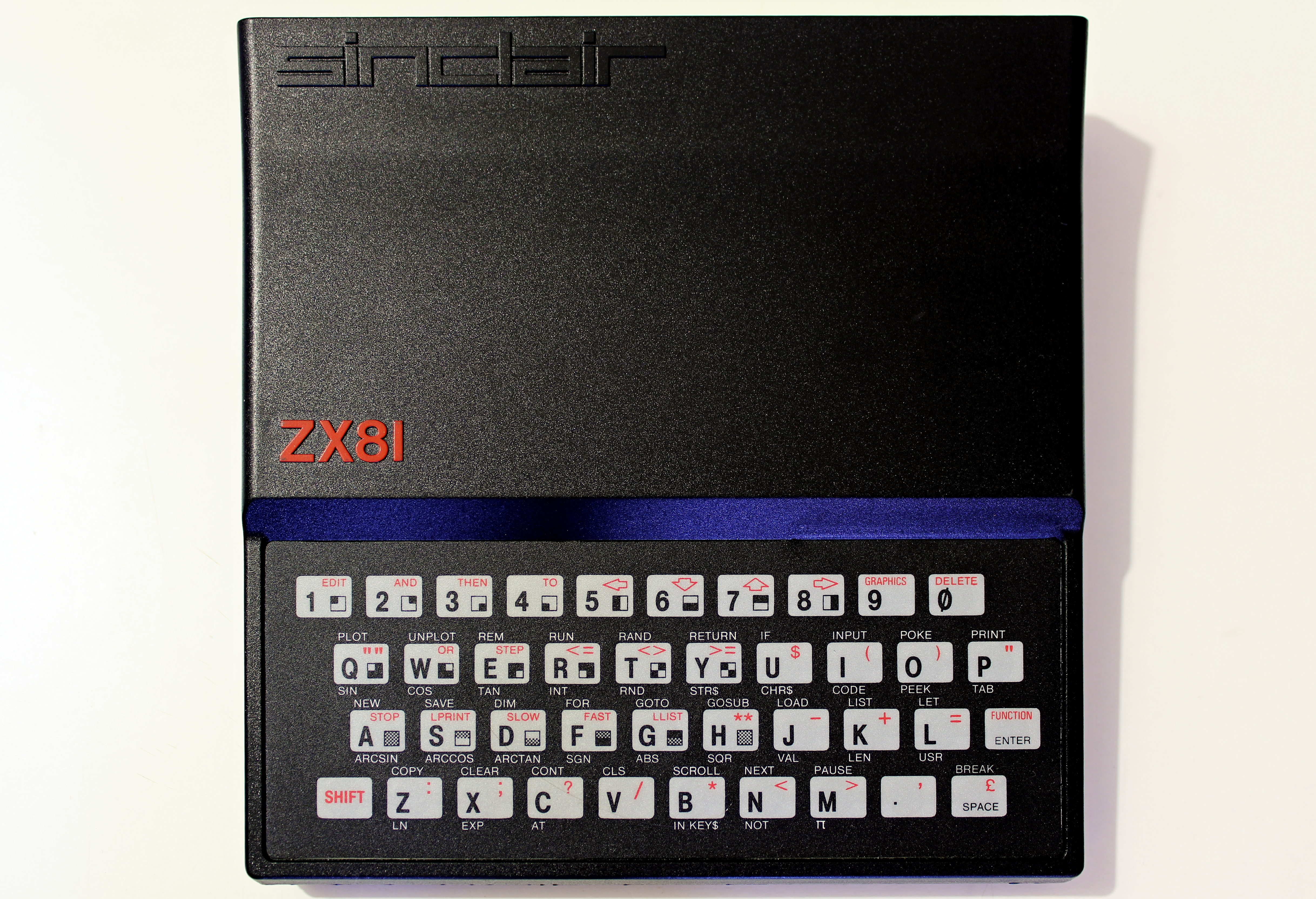
Il Sinclair ZX81 (1981)
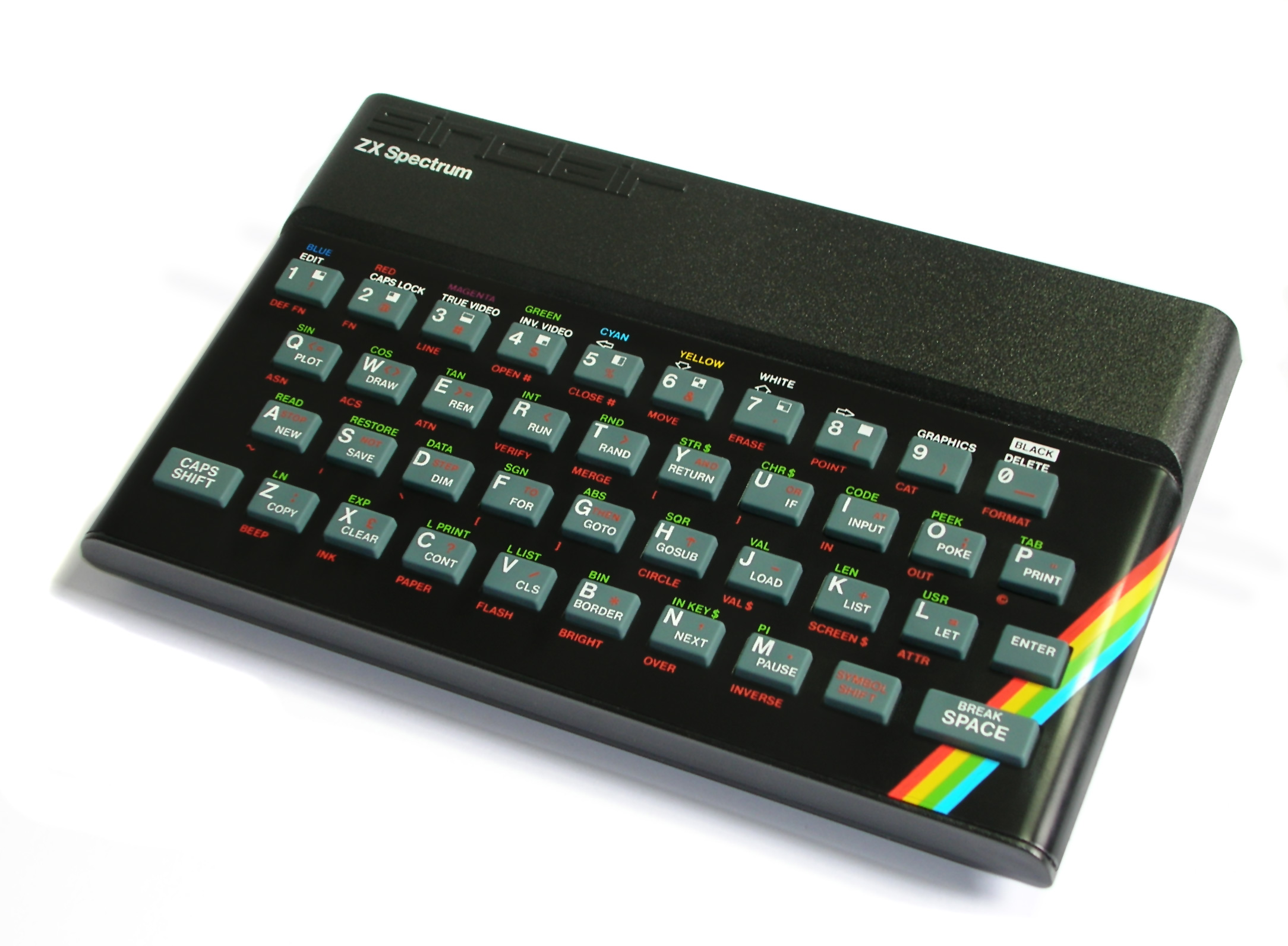
Il Sinclair ZX Spectrum (1983)
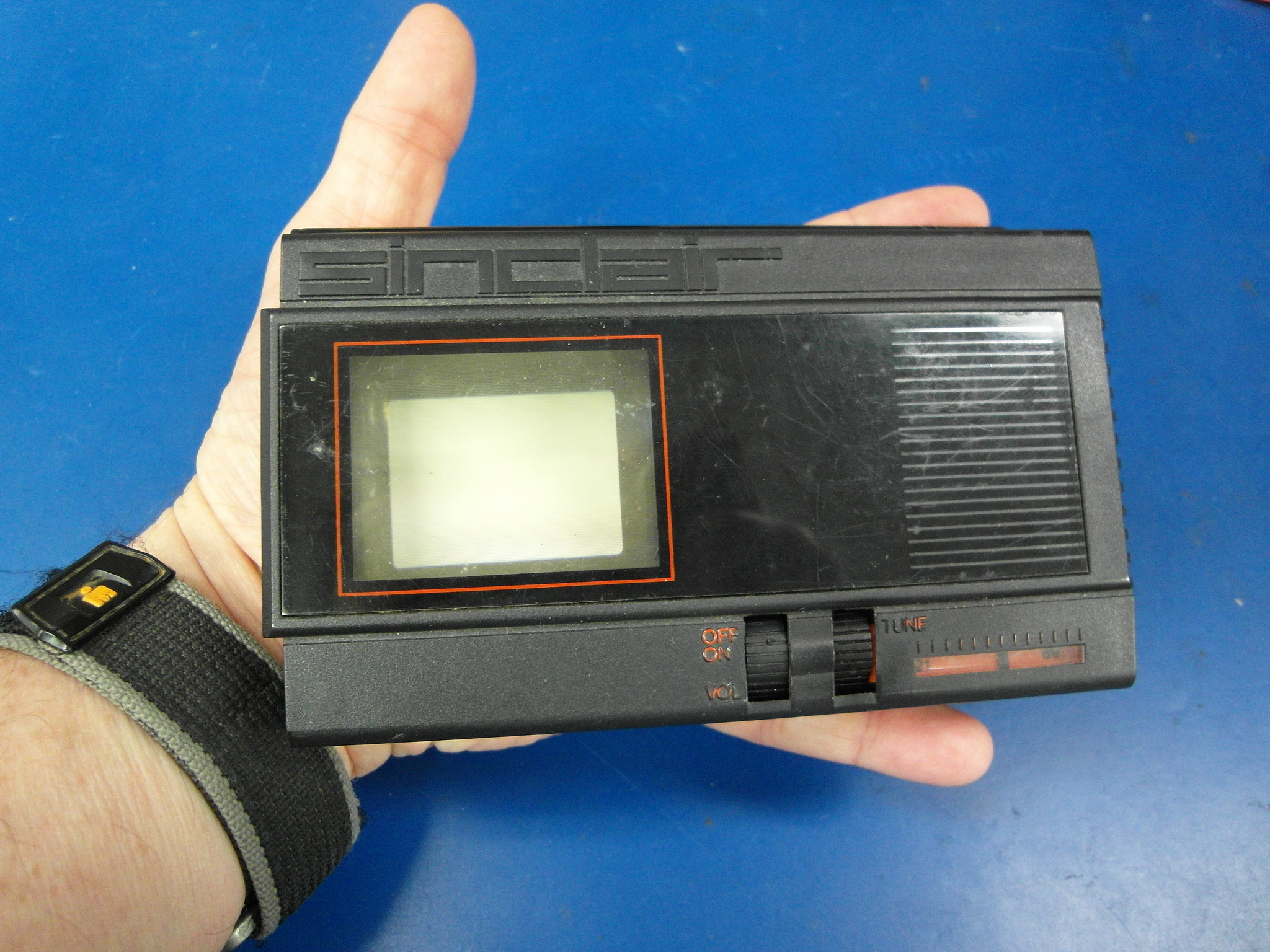
Il Sinclair TV80, noto anche come FTV1 (1983)
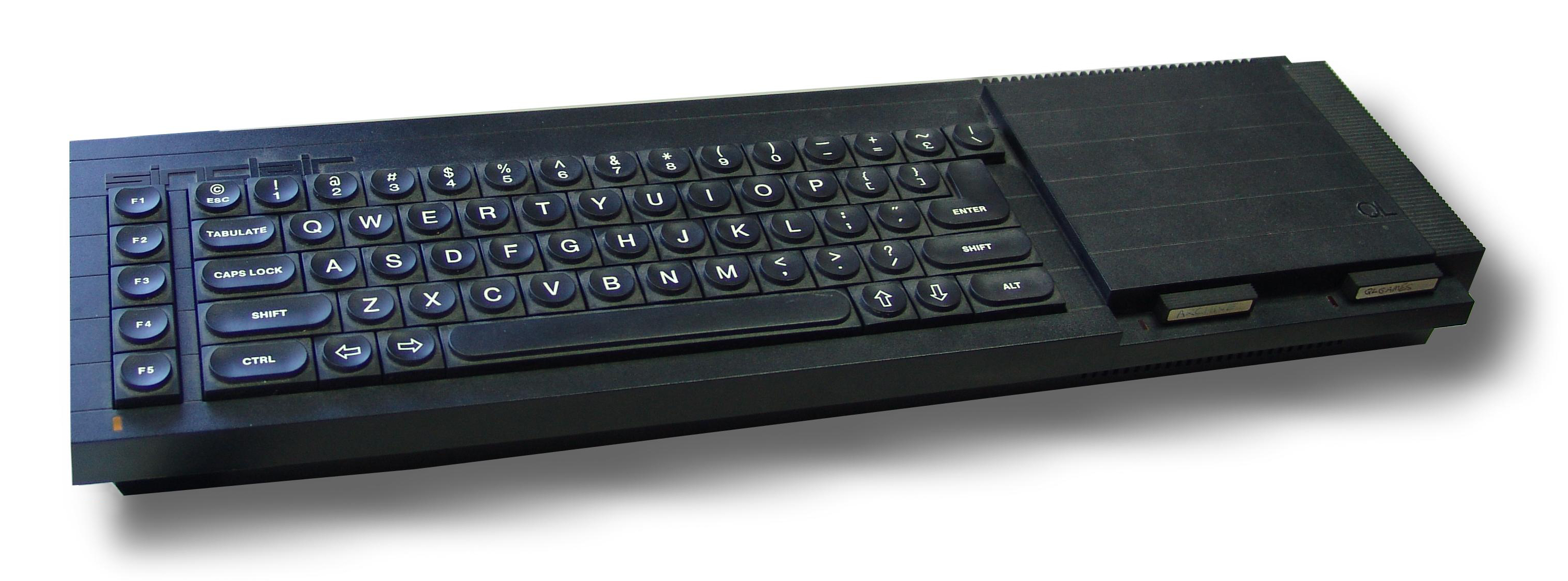
Il Sinclair QL (1984)
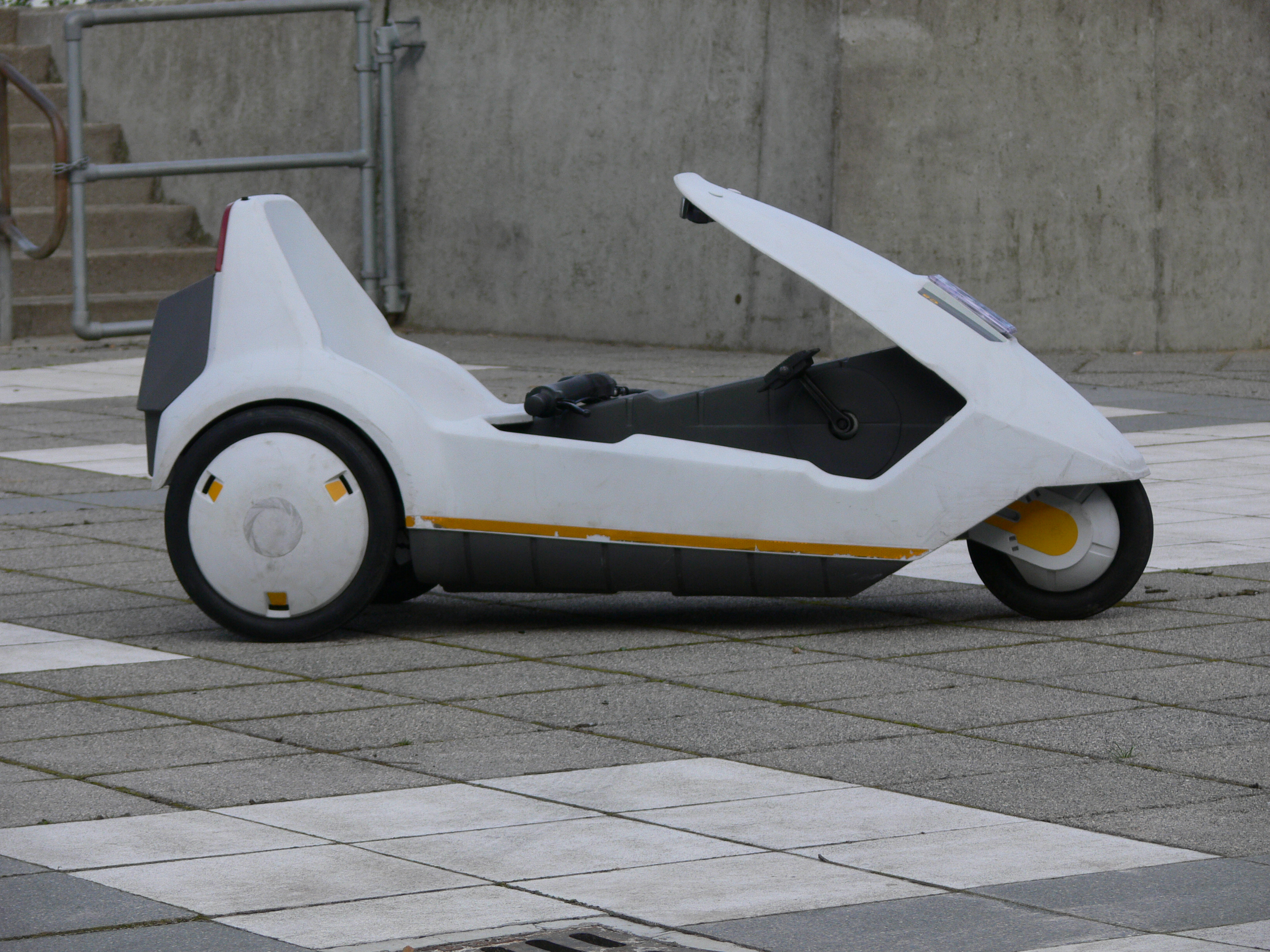
Il veicolo Sinclair C5 (1985)